# Sam Johnstone
Samuel Luke "Sam" Johnstone (Preston, 25 de março de 1993) é um futebolista inglês que atua como goleiro. Atualmente, defende o Wolverhampton.

## Carreira
Sem ter jogado nenhuma partida pelo clube Manchester United como profissional, Johnstone foi emprestado a 6 times para ganhar experiência: Oldham Athletic (2011), Scunthorpe United (2011-12), Walsall, Yeovil Town (ambos em 2013), e por duas vezes, Doncaster Rovers (2014-15) e Preston North End (2014-15).
De volta ao Manchester United, virou terceiro goleiro da equipe após a saída de Víctor Valdés.